# Crusticorallina
Crusticorallina, rod crvenih algi iz potporodice Corallinoideae, dio porodice Corallinaceae. Rod je opisan 2016. a tipična vrsta je C. painei uz obalu Britanske Kolumbije i Washingtona. Rodu pripada 4 vrste.

## Vrste
1. Crusticorallina adhaerens K.R.Hind, Martone, C.P.Jensen & P.W.Gabrielson
2. Crusticorallina muricata (Foslie) P.W.Gabrielson, Martone, K.R.Hind & C.P.Jensen
3. Crusticorallina nootkana G.W.Saunders, Martone, K.R.Hind, C.P.Jensen & P.W.Gabrielson
4. Crusticorallina painei P.W.Gabrielson, K.R.Hind, G.W.Saunders, Martone & C.P.Jensen - tip